# أوليفر كوفاتشيفيتش
أوليفر كوفاتشيفيتش (مواليد 29 أكتوبر 1974) هو لاعب كرة قدم. يلعب مع منتخب صربيا والجبل الأسود لكرة القدم. سبق له أن لعب في كأس العالم لكرة القدم مع منتخب بلاده.

## روابط خارجية
- أوليفر كوفاتشيفيتش على موقع الاتحاد الدولي (مؤرشف)  (الإنجليزية)
- أوليفر كوفاتشيفيتش على موقع قاعدة بيانات كرة القدم.إي يو (الإنجليزية)
- أوليفر كوفاتشيفيتش على موقع ناشيونال فوتبول تيمز (الإنجليزية)
- أوليفر كوفاتشيفيتش على موقع Soccerway.com (الإنجليزية)
- أوليفر كوفاتشيفيتش على موقع عالم كرة القدم.نت (الإنجليزية)